# Investigación documental
La investigación documental es el uso de fuentes externas, documentos, para apoyar el punto de vista o argumento de un trabajo académico. El proceso de investigación documental a menudo implica parte o la totalidad de la conceptualización, el empleo y la evaluación de documentos. El análisis de los documentos en la investigación documental sería un análisis cuantitativo o cualitativo (o ambos).
Todos los que usan documentos en su investigación deben considerar los problemas clave que rodean los tipos de documentos y nuestra capacidad para usarlos como fuentes confiables de evidencia en el mundo social.

## Otras lecturas
- Prior, L. 2003, "Uso de documentos en la investigación social". Londres, Sabio.

- Datos: Q1235202